# Даміан Остін
Даміан Остін Ечемендія (ісп. Damián Austin Echemendía; нар. 30 листопада 1974, Лас-Тунас) — кубинський боксер, дворазовий чемпіон світу серед аматорів.

## Аматорська кар'єра
- 1991 року Даміан Остін став бронзовим призером чемпіонату Куби.
- 1992 року став чемпіоном світу серед молоді.
- 1993 року знов став бронзовим призером чемпіонату Куби. На чемпіонаті світу у легкій вазі переміг Наркула Султанова (Узбекистан), Марко Рудольфа (Німеччина), Марка Вінтерса (Ірландія), у півфіналі пройшов без бою через відмову Тібора Рафаеля (Словаччина), а у фіналі був сильнішим за Ларрі Ніколсона (США) — 6-2.

Довгий час через конкуренцію в першій напівсередній вазі з Ектором Вінент не потрапляв до складу збірної Куби на великі міжнародні змагання.
- 1997 року став чемпіоном Куби.
- 1998 року на Іграх доброї волі поступився у чвертьфіналі Рікардо Вільямсу (США).
- 2001 року став чемпіоном Куби у першій середній вазі. На чемпіонаті світу переміг п'ятьох суперників, серед них у півфіналі Чиро ді Корсія (Італія) — 22-16 та у фіналі Мар'яна Сіміон (Румунія) — 28-19, і вдруге став чемпіоном.

Того ж року завоював золоту медаль на Іграх доброї волі.
- На командному Кубку світу 2002 став переможцем у складі збірної Куби, здобувши три перемоги і зазнавши поразки у фінальному двобої Куба — Казахстан від Геннадія Головкіна.
- 2002 року втретє став чемпіоном Куби і переможцем декількох міжнародних турнірів. Після завершення виступів перейшов на тренерську роботу.